# Unschuldig gejagt
Unschuldig gejagt ist ein US-amerikanischer Kriminalfilm aus dem Jahr 1953 von Charles Bennett mit Lew Ayres, Sonny Tufts und Marjorie Steele in den Hauptrollen. Den Verleih des Film noir übernahm United Artists.

## Handlung
Der vom Pech verfolgte Liedtexter John Tracy muss sich in seiner Lieblingsbar in San Francisco Texte für die Kunden ausdenken, nachdem seine erfolgreiche Karriere ins Stocken geraten ist. Eines Abends muss Tracy den Forderungen des betrunkenen Geschäftsmanns Wilbur Grossett nachgeben. Zudem wird er von dem Playboy-Künstler Peter Hayden beleidigt, der mit Pat Peterson weggeht, einer Kaufhausmanagerin, mit der Tracy befreundet ist. Stunden später, als Pats Freund, der Polizeidetektiv Shayne, und sein Partner Lieutenant Gunning ihn aus seinem Rausch reißen, gibt Tracy ihnen ein Textblatt seines neuesten Liedes. Tracy ist kaum in der Lage, die Bar zu verlassen und geht zu Hayden, um ihn zur Rede zu stellen, aber als er ankommt, liegt Hayden tot auf dem Wohnzimmerboden. Zunächst will Tracy die Polizei rufen, aber aus Angst, des Mordes an Hayden beschuldigt zu werden, geht er und nimmt Haydens Zeichnung von Pat mit. 
Am nächsten Tag erzählt Shayne Pat von Haydens Tod und fügt hinzu, dass er am Tatort ihre Handschuhe gefunden und mitgenommen habe, um sie zu schützen. Pat erklärt, dass sie mit Hayden nach Hause zurückgekehrt sei, nachdem sie eine Mitfahrgelegenheit angenommen hatte, aber als er sie angriff, habe sie ihn aus Selbstverteidigung mit einer Vase geschlagen. Pat glaubt, dass der Schlag Haydens Tod verursacht hat, und fürchtet, dass die Zeichnung sie belasten könnte. Sie wird von Schuldgefühlen geplagt und bereitet sich darauf vor, sich zu stellen. Während Shayne versucht, sie vom Gegenteil zu überzeugen, kommt Tracy in die Wohnung und verkündet, dass er die Zeichnung habe. Als Shayne andeutet, dass Tracy versucht, Pat zu erpressen, verlangt Tracy verbittert ihr Geld und gibt dann die Zeichnung Pat, die Shaynes Anschuldigungen nicht glaubt. 
Gunning erzählt Shayne, dass Zeugen eine Frau in der Wohnung gesehen haben, die jedoch noch nicht identifiziert wurde. Die am Tatort gefundenen Fingerabdrücke stimmen jedoch mit Tracys Abdrücken auf seinen Notenblättern überein. Bald richtet die Polizei an allen Brücken, Fähren und Flughäfen von San Francisco Kontrollpunkte ein, um Tracy zu finden. In der Zwischenzeit erzählt Tracy Pat und Shayne die Wahrheit darüber, wie er Hayden gefunden hat, in der Hoffnung, dass Pat erklären wird, was wirklich passiert ist. Shayne besteht darauf, dass sich aufgrund der Fingerabdrücke und eines Nachbarn, der in dieser Nacht bei Hayden eine Männerstimme gehört hat, der Fall gegen Tracy verdichtet, und schlägt ihm vor, die Stadt zu verlassen. Unterdessen will Pat, die nicht möchte, dass ein unschuldiger Mann für ein Verbrechen verurteilt wird, das sie begangen hat, erneut gestehen, aber Shayne überzeugt sie, zu schweigen. Tracy muss auf der Straße schlafen, um nicht gefasst zu werden, und bekommt Essen und Kleidung von seinem Freund Turnip, einem Säufer, der die Bar häufig besucht. Nachdem Pat unterdessen einen Brief von Tracy erhalten hat, in dem er ihr die 25 Dollar zurückgibt, die er ihr und Shayne abgenommen hat, beschließt sie, ihm zu helfen, und fragt Turnip nach seinem Aufenthaltsort. 
Pat gibt Tracy eine Zugreservierung nach Los Angeles, die für ihren Chef Claude Duffy bestimmt ist, und verspricht, Tracy bei der Flucht nach Los Angeles und weiter nach Mexiko zu helfen. Als Duffy am Bahnhof ankommt und die Polizei vor dem Betrüger warnt, tauscht Tracys alte Freundin Olga Lewis den Ausweis mit Pat und hält die Polizei hin, während das Paar durch die Hintertür des Bahnhofs flieht. Während die Polizei die Stadt nach ihnen absucht, kehren Tracy und Pat in ihre Wohnung zurück, wo eine verzweifelte Pat Selbstmord in Erwägung zieht. Nachdem Tracy Pat davon abgehalten hat, aus ihrem Fenster zu springen, beschimpft sie ihn für seine Fehler und dafür, dass er sich vor seinem Leben versteckt, aber in der Hitze des Augenblicks küssen sie sich und schwören, einander zu helfen. Als beide Shayne auf die Wohnung zukommen sehen, eilen sie nach Chinatown, wo sie auf einen immer noch betrunkenen Grossett treffen, der sie zu einer Party einer Prominenten einlädt. Nachdem Tracy und Pat Grossett entkommen sind und zur Party gehen, informiert Grossett, der vom Barmann von ihrem Verbrechen erfährt, die Polizei über Tracys Aufenthaltsort. 
Tracy wird den Prominenten als Liedtexter vorgestellt und bald gebeten, eine Nummer zu spielen. Da er jedoch vermutet, dass der Partygastgeber seine wahre Identität herausgefunden hat, drängt Tracy Pat, ohne ihn zu fliehen, während er die Menge unterhält. Das Lied fasziniert einen Filmmusikmanager, der das Material kaufen möchte, aber alle sind bald entsetzt, als Tracy seine wahre Identität preisgibt und anbietet, sich zu stellen. Trotz Tracys Drängen ist Pat auf der Party geblieben und überredet ihn, mit ihr zu Haydens Wohnung zu fliehen. Tracy ist immer noch entschlossen, sich zu stellen, und bittet Pat, Shayne anzurufen. Obwohl Shayne verspricht, Gunning anzurufen, macht er sich allein auf den Weg zu Haydens Wohnung. In der Zwischenzeit spielt Tracy ein Album mit seiner Musik ab, das er auf dem Plattenspieler findet, und erinnert sich, dass um fünf Uhr, als er in der Nacht des Mordes ankam, das Radio lief und zwei Gläser auf dem Tisch standen. Schockiert erklärt Pat, dass sie nichts getrunken habe und Tracys Album lief, nicht das Radio. Es war zwei Uhr, nicht fünf Uhr, als sie ging, nachdem sie jemanden auf Haydens Wohnungstür zustolpern hörte. Shayne betritt die Wohnung und befiehlt dem Paar, mit vorgehaltener Waffe, zum Fenster zu gehen. Während die Polizei das Gebäude umstellt, klettern Tracy und Pat auf das Dach in der Hoffnung, der Festnahme zu entgehen. Nachdem sie zuvor Haydens Zeichnung von Sally Doyle, Shaynes ehemaliger Freundin, gesehen haben, erkennen Pat und Tracy, dass Shayne Hayden aus Eifersucht getötet hat. Polizeibeamte können gerade rechtzeitig Shayne die Waffe aus der Hand zu schießen und ihn festnehmen. Tracy und Pat sind gerettet, die schwören, gemeinsam ein neues Leben zu beginnen.

## Hintergrund
Gedreht wurde der Film ab Anfang Januar 1953.
In einer Meldung vom November 1952 wurde berichtet, dass der Film vollständig vor Ort in San Francisco gedreht werden würde. Aus den Produktionstabellen geht jedoch hervor, dass Teile in den Eagle-Lion Studios in Hollywood gedreht wurden. Tatsächlich wurden nur Hintergründe, Einstellungsaufnahmen und einige lange Aufnahmen mit Doubles, die die Hauptdarsteller vertraten, in San Francisco gedreht.
Howard Shoup war für das Kostümbild zuständig, Jack P. Pierce für das Maskenbild. 

## Veröffentlichung
Die Premiere des Films fand am 1. September 1953 statt. In der Bundesrepublik Deutschland wurde er am 5. Oktober 1992 im deutschen Fernsehen ausgestrahlt.

## Kritiken
Das Lexikon des internationalen Films schrieb: „Ein darstellerisch mittelmäßiger, in der Spannungsdramaturgie unsicherer Thriller.“